# Olbia
Olbia, Terranoa (topónimo cooficial en lengua sarda) o Tarranoa (topónimo en lengua galluresa) es una ciudad de 60.477 habitantes, con una extensión de 376 km². Se encuentra en la zona noreste de la isla de Cerdeña.
Es parte de la provincia de Sácer, en la subregión de Gallura. Hasta 2016, junto con Tempio Pausania, fue capital de la provincia llamada Olbia-Tempio. 
Es el principal centro económico de la Gallura y del noreste de Cerdeña (centro comercial, industrias alimentarias).

## Principales lugares de interés turístico
- La antigua catedral románica de San Simplicio (siglo XI-XII)
- Iglesia de San Pablo Apóstol (medieval)
- Museo Nacional de Arqueología
- Castillo de Pedres
- Varios dólmenes y un menhir
- Varios nuraghes
- Restos del foro y el acueducto romano
- Restos de los muros cartagineses
- El parque Fausto Noce, el más grande de Cerdeña
- Parque fluvial de Padrongianus

## Transporte
Olbia es la principal conexión entre Cerdeña y la península italiana, con un aeropuerto (Olbia - Costa Esmeralda), un puerto de pasajeros (Olbia-Isola Bianca), y una vía férrea desde la estación de Olbia a Porto Torres, Golfo Aranci y Cagliari. Hay una autopista a Nuoro y Cagliari (SS131) y carreteras nacionales a Sácer (SS199-E840), Tempio Pausania (SS127) y Palau (SS125).

## Hospitales locales
Los principales hospitales de la zona son:
- Hospital "Giovanni Paolo II"[3] - Olbia
- Hospital "Paolo Dettori"[4] - Tempio Pausania
- Hospital "Paolo Merlo"[5] - La Maddalena
- Mater Olbia Hospital - Olbia

## Olbienses destacados
- Gian Franco Saba, (1968) Arzobispo de Sácer

## Evolución demográfica
| Gráfica de evolución demográfica de Olbia entre 1861 y 2008 |
|                                                             |
| Fuente ISTAT - elaboración gráfica de Wikipedia             |